# 571 Batalion Kozacki
571 Batalion Kozacki (niem. Kosaken Bataillon 571, ros. 571-й казачий батальон) – oddział wojskowy Wehrmachtu złożony z Kozaków podczas II wojny światowej
W sierpniu 1942 r. w obozie zbiorczym dla Kozaków w Szepietowce na Ukrainie został sformowany 4 Kubański Pułk Kozacki. Na jego czele stanął esauł Nazykow. Od lutego 1943 r. pułk pełnił zadania ochronne w rejonie miasta Sarny. Od października tego roku działał w rejonie Żytkowicze–Kalinkowicze. 9 listopada przemianowano go na 557 Batalion Kozacki. Prawdopodobnie w 1944 r. wszedł w skład nowo formowanego 37 Kozackiego Pułku Policji Pomocniczej.